# Émile Bodin
 (juin 2014).
Si vous disposez d'ouvrages ou d'articles de référence ou si vous connaissez des sites web de qualité traitant du thème abordé ici, merci de compléter l'article en donnant les références utiles à sa vérifiabilité et en les liant à la section « Notes et références ».
Pour les articles homonymes, voir Bodin.
Émile Bodin  est un écrivain français né à Abzac, Gironde, le 24 mai 1869, mort à Bordeaux le 18 septembre 1923.

## Biographie
Sorti premier de l'École normale d'instituteurs de 1887, Emile Bodin resta jusqu'en 1907 dans l'enseignement girondin en tant que directeur de l'école de Saint-Savin-de-Blaye. Entré dans le journalisme, il devint rédacteur à La France de Bordeaux et du Sud-Ouest, où il eut à s'occuper des questions concernant la forêt landaise.
En mars 1918, il fonda  Bois et Résineux journal de défense forestière dont les informations sûres et loyales firent rapidement autorité. Sa parution a été poursuivie pendant une cinquantaine d'années par ses héritiers, suivant fidèlement les traces de son fondateur.
Homme de lettres, Émile Bodin dirigea dans sa jeunesse un journal fantaisiste : Le Ventre Rouge.
Il publia ensuite Histoire de Saint-Savin-de-Blaye à travers les âges et plusieurs romans régionalistes : 
- Au pays des brandes fleuries (Union internationale d'édition, Paris, 1910)
- La jolie lande (Michel, Paris 1911), mention honorable de l'académie de Bordeaux
- Le roman de Jacques Bonhomme, laboureur (Éditions Albin Michel, Paris, 1913). Illustrations de E.-L. Cousyn,  256 pages. Célèbre roman retraçant la vie d'un paysan landous de l'Empire jusqu'au début du XXe siècle. Il fut couronné par l'Académie française et donné en prix en 1922. La lecture est coulante et agréable, les décors du Pays gavache sont délicieux et les personnages qui utilisent les mots du patois local sont pittoresques.

À sa mort, il laissa plusieurs manuscrits inédits, parmi lesquels Le Champi, œuvre de haute tenue. Officier de l'Instruction publique depuis 1911.

## Œuvres
- Histoire de Saint-Savin (1906)
- Au Pays des brandes fleuries (1910)
- La Jolie Lande (1911)
- Le Roman de Jacques Bonhomme (1913)